# Musica Disciplina
Musica Disciplina ist eine musiktheoretische Schrift, die um 850 von Aurelian Reomensis verfasst wurde. Sie zählt zusammen mit der älteren Musica Albini (de octo tonis) zu den ersten frühmittelalterlichen Schriften zur Musik.

## Inhalt
Die Widmung des Werkes an den Abt Bernhardus von Réome lässt Rückschlüsse zu auf die „Datierung in das Jahr 849 oder die Anfänge des Jahres 850“. Der Autor erklärt, diese Schrift fasse (antike) Schriften zusammen oder berichte über Inhalte, die er unmittelbar von seinen Lehrmeistern erfahren habe. Tatsächlich zitieren vor allem die ersten sieben Kapitel mehr oder weniger genau Texte von Boethius, Cassiodor und Isidor von Sevilla. Das Werk ist auch durch die frühe Überlieferung von Neumen bedeutsam, also graphische Zeichen, die seit dem 9. Jahrhundert zur Notation des Gregorianischen Gesangs verwendet werden. Im achten Kapitel, welches aus drei Quellen zusammengesetzt ist, wird der offensichtlich ältere Text de octo tonis zitiert, der in zahlreichen anderen Quellen überliefert wurde und mit diesen fast wörtlich übereinstimmt. Anschließend äußert sich Aurelian ab dem 9. Kapitel sehr detailliert zu den frühmittelalterlichen Tonarten. Die Textedition von Lawrence Gushee basiert vor allem auf einer frühen Quelle aus dem Ende des 9. Jahrhunderts aus Valenciennes.